# Ligne de Kazincbarcika à Rudabánya
La ligne de Kazincbarcika à Rudabánya ou ligne 95 est une ligne de chemin de fer de Hongrie. Elle relie Kazincbarcika à Rudabánya.